# Lactitol

Estructura

El Lactitol és un polialcohol (alcohol provinent d'un sucre) que es fa servir en aliments com edulcorant baix en calories, té aproximadament el 40% de la dolçor del sucre sacarosa. En medicina també s'usa com laxant. El lactitol el produeixen dos fabricants, Danisco i Purac Biochem.

## Aplicacions
L'alta estabilitat del lactitol fa que sigui un producte molt usat en forneria. També s'usa en caramels sense sucre, galetes, xocolata i gelats. El lactitol també promou la salut del colon dels intestins com un prebiòtic. A causa de la seva poca absorció, el lacttol només té 2,4 Calories (9 kilojoules) per gram, comparat amb les 4 Calories (17 kJ) per gram dels carbohidrats típics (com la sacarosa).
El lactitol és un excipient en alguns medicaments com Adderall.
El lactitol és un laxant per evitar l'estrenyiment.